# Pichi Mahuida (departement)
Pichi Mahuida is een departement in de Argentijnse provincie Río Negro. Het departement (Spaans:  departamento) heeft een oppervlakte van 15.378 km² en telt 14.026 inwoners.

## Plaatsen in departement Pichi Mahuida
- Colonia Julia y Echarren
- Coronel Eugenio del Busto
- Juan de Garay
- Pichi Mahuida
- Río Colorado